# Пептидо-нуклеїнові кислоти

Хімічна структура пептидо-нуклеїнової кислоти - поліамідний скелет. Квадратними дужками виділена мономерна ланка ланцюга. Base - азотиста основа, n - кількість повторів мономерної ланки.

Пептидо-нуклеїнові кислоти (ПНК, англ. — Peptide nucleic acid (PNA)) — це штучно синтезовані аналоги ДНК та РНК, в яких азотисті основи з'єднані між собою N-2-аміноетил-гліциновими ланками замість (дезокси-)рибозних залишків і фосфатних груп.
ПНК імітує поведінку ДНК і з'єднується з комплементарними ланцюгами нуклеїнових кислот. Синтетичні пептидні олігомери нуклеїнових кислот застосовуються для створення біомолекулярних інструментів, антисмислових та антигенних агентів, молекулярних зондів та біосенсорів.

Структурна формула N-2-аміноетил-гліцину - основної ланки скелету молекули ПНК

Відсутні повідомлення про виявлення пептидо-нуклеїнових кислот у природному середовищі. Проте припускають, що N-2-аміноетил-гліцин (AEG), який утворює скелет ПНК, є ранньою формою генетичної молекули для живого на Землі і виробляється ціанобактеріями.

## Створення

Триплексна структура нуклеїнової кислоти (червоні ланцюги) з пептидо-нуклеїновою кислотою (синій ланцюг)

ПНК відкрили Пітер Е. Нільсен (Університет Копенгагена), Майкл Егхольм (Університет Копенгагена), Рольф Х. Берг (Національна лабораторія Ріссо) та Оле Бухардт (Університет Копенгагена) в 1991 році. Вони хотіли створити поліамід, який міг би розпізнавати дволанцюгову ДНК і з'єднуватися з її азотистими основами за принципом хугстиновських пар. Тимін був використаний для синтезу ланцюга як піддослідна азотиста основа, тому він що може брати участь у формуванні стабільних потрійних ДНК спіралей Хугстіна з олігонуклеотидами. За допомогою комп'ютерної моделі науковці обрахували належні відстані у скелеті ДНК і сконструювали ланку, яка змогла б за розмірами замінити дезоксирибозофосфатний залишок. Нею виявився 2-аміноетилгліцин. Першу отриману пептидо-нуклеїнову кислоту назвали ПНК-1 (PNA-1). Результати дослідження властивостей ПНК-1 показали, що вона здатна утворювати ПНК-ДНК дволанцюжкові гібриди, які є більш стабільним, ніж звичайна дволанцюжкова B-ДНК. Спорідненість до ПНК-ДНК була настільки високою, що дуплекс відновився після денатурації у 80% формаміді.

## Хімічна структура та властивості
ДНК і РНК мають дезоксирибозний та рибозний остови відповідно, тоді як основний скелет ПНК складається з повторюваних N-2-аміноетил-гліцинових одиниць, пов'язаних пептидними зв'язками. Різні пуринові та піримідинові основи пов’язані зі скелетом метиленовим містком (-CH2-) і карбонільною групою (-(C = O)-). ПНК зображаються як пептиди, з N-кінцем у першому (лівому) положенні та C-кінцем у останньому (правому) положенні.
Вища міцність зв'язків між мономерами порівняно з ДНК і РНК знімає потребу у розробці довгих олігомерів ПНК для проведення дослідів, для яких зазвичай потрібні олігонуклеотидні зонди на 20-25 основ. Основним завданням довжини ПНК-олігомерів є забезпечення специфічності зв'язування з потрібною ділянкою.
Олігомери ПНК також виявляють більшу специфічність при зв'язуванні з комплементарним ланцюгом ДНК, причому невідповідність основ ПНК/ДНК призводить до більшої дестабілізації, ніж аналогічна невідповідність у дуплексі ДНК/ДНК. Ця міцність та специфічність зв'язування також проявляється у дуплексних комплексах ПНК/РНК. ПНК досить важко розпізнаються нуклеазами та протеазами, що робить їх стійкими до деградації ферментами. ПНК також стабільні в широкому діапазоні рН.
Ранні експерименти з гомопіримідиновими ланцюгами  показали, що Tm (температура плавлення) подвійної спіралі ДНК з шістьма тиміновими ПНК/ аденін ДНК становила 31 °C порівняно з еквівалентним ДНК / ДНК-дуплексом, який денатурує при температурі менше 10 °C. Молекули ПНК із змішаною основою є справжніми імітаторами молекул ДНК з точки зору розпізнавання пар основ.

### Транспорт в клітину
Оскільки скелет ПНК не містить заряджених фосфатних груп, зв’язок між ланцюгами ПНК / ДНК сильніший, ніж між ланцюгами ДНК / ДНК через відсутність електростатичного відштовхування. Проте це також робить його досить гідрофобним, що ускладнює доставку до клітин організму. Немодифікована ПНК практично не може перетнути клітинну мембрану, щоб потрапити в цитозоль, тому для вирішення цього питання використовують ковалентне зв'язування клітинно-проникного пептиду з ПНК.

## Методи синтезу ПНК
Один з методів синтезу пептидо-нуклеїнових кислот використовує здатність рибосом або полімераз приймати синтетичні варіанти аміноацильованих тРНК або нуклеотидних трифосфатів відповідно. Хоча ці підходи виявилися успішними, необхідна сумісність з біосинтетичними ферментами накладає значні структурні обмеження на різноманіття можливих синтезованих сполук. Як результат, синтетичні полімери значної довжини, створені таким чином, зазвичай відповідають скромному набору модифікацій, які можуть вносити білкові або нуклеїнові синтетичні комплекси.
Ще одним варіантом синтезу ПНК є неферментативна полімеризація на основі нуклеїнової кислоти з використанням відновного амінування як реакції сполучення мономерів. ПНК зв'язується з ДНК-шаблоном послідовно, за допомогою традиційного сполучення азотистих основ водневими зв'язками.

## Застосування
Пептидо-нуклеїнові кислоти використовують як інструмент для зміни експресії генів - як інгібітори, так і промотори в різних випадках, антигенний та антисмисловий терапевтичний засіб, протипухлинний засіб, противірусний, антибактеріальний та протипаразитарний засіб, молекулярні інструменти та зонди біосенсора, для виявлення послідовностей ДНК та у нанотехнологіях.
ПНК можна використовувати для поліпшення високопродуктивної послідовності гена рибосомної РНК 16S для зразків рослин і ґрунту, блокуючи ампліфікацію забруднюючих послідовностей пластид та мітохондрій.
ПНК як аптамери та каталізатори можуть функціонально доповнювати існуючі аптамери нуклеїнових кислот та білкові антитіла, вони мають порівняно кращу клітинну або хімічну стабільність, нижчу імуногенність та стійкість до деградації.

### ПНК-інтерферуючий меппінг
ПНК-інтерферуючий меппінг (Peptide Nucleic Acid-Interference Mapping (P-IMP)) - це технологія зондування РНК-РНК та РНК-білкової взаємодії, що відбувається в живій клітині. P-IMP може бути використаний для різноманітних процесів, у яких задіяні нетрансльовані РНК, зокрема сплайсинг, утворення і підтримку теломер, імпринтинг генів та хроматин-опосередковане глушіння (сайленсинг) генів. Р-ІМР розглядається у перспективі як метод для високопродуктивного функціонального геномного аналізу ядерного компартменту.
РНК-інтерференційні підходи з використанням ПНК покладаються на стеричні інтерференційні механізми. ПНК механічно може перешкоджати процесу трансляції або блокуючи елонгацію або блокуючи фазу ініціації, зокрема збирання рибосоми на мРНК.
Інтерференція ПНК з мРНК на рівні сплайсингу може мати ще більш цікаві наслідки. Таргетинг на екзон-інтронове з’єднання у пре-мРНК  антисмисловими агентами, що блокують розщеплення мРНК , може призвести до пропуску інтрону або одного (або декількох) екзонів, а отже до утворення нефункціональних мРНК, які все ще містять інтрон, або в альтернативно сплайсингованій мРНК може бути відсутній один (або більше) екзонів. Перенаправлення антисмислового сплайсингу може бути використано для вивчення фенотипових, біологічних ефектів альтернативно сплайсингованих мРНК, а також відкриває нові можливості для створення лікарських препаратів.

### М'язова дистрофія
М’язова дистрофія - хороший приклад захворювання, при якому відкриття нових препаратів може базуватися на перенаправленні антисмислових сплайсів. М’язова дистрофія - це генетичне захворювання, багато форм якого спричинені точковими мутаціями, які вводять стоп-кодон в один із ранніх екзонів, що призводить до синтезу укороченого та нефункціонального білкового продукту дистрофіну.
Мутацію точки стоп-кодону в дистрофін-екзоні 23 (із 79 екзонів) можна усунути, націливши ПНК на перехід інтрон 22 / екзон 23, тим самим спричиняючи пропуск екзону 23 і приводячи до утворення мРНК короткого (екзон 24 все ще залишається доступним для зчитування) дистрофіну, який має достатню активність, щоб відновити роботу м’язів у mdx мишей. Перспективні результати були отримані in vitro, а дослідження з використанням модельних mdx мишей показали, що принцип також життєздатний in vivo, хоча поки що з обмеженою ефективністю.

### Антиінфекційні засоби
Геноми бактерій та вірусів суттєво відрізняються від геному людини. Тому неважко визначити послідовності, які є унікальними для основних генів бактерій (або інших мікроорганізмів та вірусів), і на них можливо базувати підходи щодо створення антисмислових препаратів. Було виявлено, що олігомер ПНК, націлений на стартовий кодон гена acpP (важливий бактеріальний ген, що бере участь у синтезі жирних кислот), здатний інгібувати ріст штаму E. coli AS19, але не дикого типу E. coli. Однак кон'югація пептиду KFFKFFKFF (що полегшує поглинання бактерій і, отже,посилює активність антибіотиків) з ПНК, створила сполуки, що виявляють антибактеріальну активність відносно дикого типу E. coli. Крім того, кон'югат ПНК зміг вилікувати бактеріальну інфекцію в культурі клітин людини (HeLa). Ряд подальших досліджень підтвердив ці висновки  і поширив їх на інші бактерії, такі як мультирезистентна K. pneumoniae , а також продемонстрував антисмисловий ефект у грампозитивних бактерій, таких як S. aureus. Нарешті, in vivo антибактеріальні ефекти були продемонстровані на простій моделі мишачого перитоніту. Хоча ці результати є перспективними з точки зору відкриття антибактеріальних препаратів, багато питань стосовно ефективності, токсичності, фармакокінетики та біодоступності все ще мають бути вирішеними.

## Використані джерела
1. ↑  Anstaett, Philipp; Gasser, Gilles (30 квітня 2014). Peptide Nucleic Acid – An Opportunity for Bio-Nanotechnology. CHIMIA International Journal for Chemistry. Т. 68, № 4. с. 264—268. doi:10.2533/chimia.2014.264. Процитовано 7 червня 2021.
2. ↑  Banack, Sandra Anne; Metcalf, James S.; Jiang, Liying; Craighead, Derek; Ilag, Leopold L.; Cox, Paul Alan (7 лист. 2012). Cyanobacteria Produce N-(2-Aminoethyl)Glycine, a Backbone for Peptide Nucleic Acids Which May Have Been the First Genetic Molecules for Life on Earth. PLOS ONE (англ.). Т. 7, № 11. с. e49043. doi:10.1371/journal.pone.0049043. ISSN 1932-6203. PMC 3492184. PMID 23145061. Процитовано 7 червня 2021.{{cite news}}:  Обслуговування CS1: Сторінки з PMC з іншим форматом (посилання) Обслуговування CS1: Сторінки із непозначеним DOI з безкоштовним доступом (посилання)
3. 1 2  Nielsen, P. E.; Egholm, M.; Berg, R. H.; Buchardt, O. (6 грудня 1991). Sequence-selective recognition of DNA by strand displacement with a thymine-substituted polyamide. Science (англ.). Т. 254, № 5037. с. 1497—1500. doi:10.1126/science.1962210. ISSN 0036-8075. PMID 1962210. Процитовано 7 червня 2021.
4. ↑  Triple-stranded DNA. Wikipedia (англ.). 3 травня 2021. Процитовано 7 червня 2021.
5. ↑  Egholm, Michael; Buchardt, Ole; Christensen, Leif; Behrens, Carsten; Freier, Susan M.; Driver, David A.; Berg, Rolf H.; Kim, Seog K.; Norden, Bengt (1993-10). PNA hybridizes to complementary oligonucleotides obeying the Watson–Crick hydrogen-bonding rules. Nature (англ.). Т. 365, № 6446. с. 566—568. doi:10.1038/365566a0. ISSN 1476-4687. Процитовано 7 червня 2021.
6. ↑  Nielsen, P.; Egholm, M; Berg, R.; Buchardt, O (6 грудня 1991). Sequence-selective recognition of DNA by strand displacement with a thymine-substituted polyamide. Science (англ.). Т. 254, № 5037. с. 1497—1500. doi:10.1126/science.1962210. ISSN 0036-8075. Процитовано 7 червня 2021.
7. ↑  Zhao, Xing-Liang; Chen, Bi-Cheng; Han, Jin-Chao; Wei, Lai; Pan, Xiao-Ben (27 листопада 2015). Delivery of cell-penetrating peptide-peptide nucleic acid conjugates by assembly on an oligonucleotide scaffold. Scientific Reports (англ.). Т. 5, № 1. с. 17640. doi:10.1038/srep17640. ISSN 2045-2322. PMC 4661726. PMID 26612536. Процитовано 7 червня 2021.{{cite news}}:  Обслуговування CS1: Сторінки з PMC з іншим форматом (посилання)
8. 1 2  Brudno, Yevgeny; Birnbaum, Michael E.; Kleiner, Ralph E.; Liu, David R. (2010-02). An in vitro translation, selection and amplification system for peptide nucleic acids. Nature Chemical Biology (англ.). Т. 6, № 2. с. 148—155. doi:10.1038/nchembio.280. ISSN 1552-4469. PMC 2808706. PMID 20081830. Процитовано 7 червня 2021.{{cite news}}:  Обслуговування CS1: Сторінки з PMC з іншим форматом (посилання)
9. ↑  Anstaett, Philipp; Gasser, Gilles (30 квітня 2014). Peptide Nucleic Acid – An Opportunity for Bio-Nanotechnology. CHIMIA International Journal for Chemistry. Т. 68, № 4. с. 264—268. doi:10.2533/chimia.2014.264. Процитовано 7 червня 2021.
10. ↑  D'Souza, Alicia D.; Belotserkovskii, Boris P.; Hanawalt, Philip C. (1 лютого 2018). A novel mode for transcription inhibition mediated by PNA-induced R-loops with a model in vitro system. Biochimica et Biophysica Acta (BBA) - Gene Regulatory Mechanisms (англ.). Т. 1861, № 2. с. 158—166. doi:10.1016/j.bbagrm.2017.12.008. ISSN 1874-9399. PMC 5820110. PMID 29357316. Процитовано 7 червня 2021.{{cite news}}:  Обслуговування CS1: Сторінки з PMC з іншим форматом (посилання)
11. ↑  Lundberg, Derek S.; Yourstone, Scott; Mieczkowski, Piotr; Jones, Corbin D.; Dangl, Jeffery L. (2013-10). Practical innovations for high-throughput amplicon sequencing. Nature Methods (англ.). Т. 10, № 10. с. 999—1002. doi:10.1038/nmeth.2634. ISSN 1548-7105. Процитовано 7 червня 2021.
12. ↑  Beletskii, Anton; Hong, Young-Kwon; Pehrson, John; Egholm, Michael; Strauss, William M. (31 липня 2001). PNA interference mapping demonstrates functional domains in the noncoding RNA Xist. Proceedings of the National Academy of Sciences (англ.). Т. 98, № 16. с. 9215—9220. doi:10.1073/pnas.161173098. ISSN 0027-8424. PMC 55400. PMID 11481485. Процитовано 7 червня 2021.{{cite news}}:  Обслуговування CS1: Сторінки з PMC з іншим форматом (посилання)
13. 1 2  Nielsen, Peter E. (2010). Peptide Nucleic Acids (PNA) in Chemical Biology and Drug Discovery. Chemistry & Biodiversity. Т. 7, № 4. с. 786—804. doi:10.1002/cbdv.201000005. ISSN 1612-1880. Процитовано 7 червня 2021.

## Матеріали для подальшого вивчення
- Nielsen, P. E. (2010). Peptide Nucleic Acids (PNA) in Chemical Biology and Drug Discovery. Chemistry & Biodiversity, 7(4), 786–804. doi:10.1002/cbdv.201000005
- Brudno, Yevgeny; Birnbaum, Michael E.; Kleiner, Ralph E.; Liu, David R. (2010-02). An in vitro translation, selection and amplification system for peptide nucleic acids. Nature Chemical Biology (en) 6 (2). с. 148–155. ISSN 1552-4469. PMC PMC2808706. PMID 20081830. doi:10.1038/nchembio.280.
- Beletskii, Anton; Hong, Young-Kwon; Pehrson, John; Egholm, Michael; Strauss, William M. (2001-07-31). PNA interference mapping demonstrates functional domains in the noncoding RNA Xist. Proceedings of the National Academy of Sciences (en) 98 (16). с. 9215–9220. ISSN 0027-8424. PMC PMC55400. PMID 11481485. doi:10.1073/pnas.161173098.
- Banack SA, Metcalf JS, Jiang L, Craighead D, Ilag LL, Cox PA (2012) Cyanobacteria Produce N-(2-Aminoethyl)Glycine, a Backbone for Peptide Nucleic Acids Which May Have Been the First Genetic Molecules for Life on Earth. PLoS ONE 7(11): e49043. https://doi.org/10.1371/journal.pone.0049043